# Austin Brown
Pour les articles homonymes, voir Brown.
Nathaniel Austin Brown ou Austin Brown né à Tarzana en Californie le 22 novembre 1985 est un auteur-compositeur-interprète et producteur de disques américain.
Il est membre de la famille Jackson et fils unique de Nathaniel Brown et Rebbie Jackson. Il a deux sœurs aînées, Stacee et Yashi.